# Nadja (chanteuse)
Pour les articles homonymes, voir Nadja.
Nadja, de son nom complet Nadja Gagnon, est une chanteuse canadienne née en 1973 à Saint-Méthode, Saguenay–Lac-Saint-Jean au Québec.

## Biographie
Nadja chante beaucoup pour sa famille et ses proches dès l’âge de 2 ans. Son goût pour la musique est relativement tenu secret car sa famille appartient à une communauté religieuse de Témoins de Jéhovah.

« Quand on allait à la bibliothèque municipale pour emprunter des disques, je choisissais toujours les pochettes où l'on voyait des artistes noirs! »

— Nadja
Après ses études, elle change de vie et s'installe à Montréal.
Elle reçoit la proposition de se joindre à un ensemble pour faire la tournée d’hôtels en Asie notamment à Bangkok, Hong Kong et Taïwan au début des années 2000. Elle chante aussi pour la royauté thaïlandaise et des personnalités telles que Yannick Noah et Jean-Claude Van Damme. Cette expérience qui devait à l'origine durer 6 mois se prolonge pour s’étendre sur 6 ans, entre ses 26 et 32 ans. La chanteuse rencontre Taurey Butler, un pianiste de jazz du New Jersey durant cette période et ils se marient en 2000.
L’interprète revient au Canada et se produit dans les restos-bars du Québec en 2005. C'est en décembre 2005 que Mario Pelchat, réellement impressionné par sa voix, la remarque alors qu'elle chante Georgia on My Mind de Ray Charles. Il lui propose de s'occuper de sa carrière.
Durant l'été 2009, elle se fait connaitre du grand public Québécois avec sa reprise de Hound Dog dont l'interprétation la plus célèbre est celle d'Elvis Presley. Son 1er album Nadja est édité à l'automne. Il est composé de reprises de classiques des années 1960 dont Fontella Bass, des Ronettes ou de Wilson Pickett. La galette est certifiée disque d'or avec 50 000 exemplaires vendus.
En juin 2010, elle chante en 1re partie de Smokey Robinson au Festival de jazz d'Ottawa. En mars 2011, son 2e album Everything's Going My Way est lancé. La moitié des chansons sont des titres inédits, dont trois textes de son cru. Les reprises sont par exemple The Impossible Dream interprété par Jacques Brel, Ya Ya de Lee Dorsey ainsi que For Once in My Life et Hit the Road Jack de Stevie Wonder.
À l’occasion des festivités Célébrations Lévis 2011, elle assure la 1re partie du concert de Rod Stewart,.
En novembre 2011, son 3e album Noël s'écoule à plus de 5 000 exemplaires une semaine après sa sortie et se hisse au 1er rang des albums de Noël. Il propose 13 titres en anglais et, pour la première fois, en français, dont Noël sans vous de Tino Rossi, Petite étoile de Noël d’André Claveau ou C’est Noël mamie d’Henri Salvador,. Il est certifié disque d'or.
En juin 2012, elle déclare travailler sur son prochain album dont la sortie est attendue au printemps 2013,. Il sera entièrement en français et sera composé de créations originales. Le 5 juin 2012 sort un album hommage aux Beatles par plusieurs artistes dont Marie-Mai, Gregory Charles et Corneille. Nadja y interprète Got to Get You into My Life. Le 16 août 2012 sort un album hommage à Elvis Presley par plusieurs artistes dont Isabelle Boulay ou Roch Voisine. Nadja y interprète Love Me Tender.
À partir du 15 février 2013, la tournée Clin d’œil Rock & Rose parcourt le Québec. Les six chanteuses qui en font partie, dont Nadja, France D'Amour ou Stéphanie Bédard, ont pour but de divertir mais aussi de sensibiliser et informer les gens à la cause du cancer du sein.
En 2013, elle participe à la deuxième saison de The Voice : La Plus Belle Voix sur la chaîne française TF1. Elle est éliminée lors de sa 2e apparition pendant le 7e épisode appelé battles. La même année, elle intègre la distribution du spectacle musical Skatemania au côté de Marc Dupré, Mario Pelchat, Joannie Rochette, Jamie Salé et David Pelletier entre autres. Cette production mêle chant, danse, théâtre, cirque et patinage artistique sur les titres de comédies musicales.
Elle est l'interprète de la chanson Événement JMP 2013. Celle-ci est la chanson-thème du spectacle de l’humoriste Jean-Marc Parent. Nadja y chante également un pot-pourri des titres de Beyoncé Knowles,.
À l'été 2013, le titre qui précède l'album Des réponses attendu pour septembre tourne sur les radios. Elle présente la chanson homonyme sur scène et dans les médias,. Sur l'album, elle interprète des titres écrits par François Welgryn, Frédérick Baron, Ariane Brunet ou Sandrine Roy. Nadja coécrit Ton histoire et Tomber. Corneille lui propose une chanson en duo concernant l'accident ferroviaire de Lac-Mégantic. Ce titre est également gravé en 2013 sur l'opus du chanteur Entre Nord et Sud distribué au Québec et en Europe francophone.
L'année 2014 est marquée par la tournée Des réponses qui débute le 11 février dans la salle de spectacle Le Club du Quartier DIX30 et se prolonge jusqu'en décembre.
En janvier 2016, Nadja déclare se séparer de son mari, après plusieurs années de mariage. Le même mois, Mario Pelchat annonce à Tout le monde en parle que la collaboration qui l'unit à la chanteuse est terminée ; Nadja ayant décidé de suivre son propre chemin.

## Discographie

### Albums
| Titre                     | Caractéristiques                                                                 | Classement | Certifications |
| Titre                     | Caractéristiques                                                                 | CAN        | Certifications |
| ------------------------- | -------------------------------------------------------------------------------- | ---------- | -------------- |
| Nadja                     | - Sortie : 22 septembre 2009 - Label : MP3 Disques - Format : CD, téléchargement | 14         | CAN: Or        |
| Everything's Going My Way | - Sortie : 12 avril 2011 - Label : MP3 Disques - Format : CD, téléchargement     | 5          |                |
| Noël                      | - Sortie : 9 novembre 2011 - Label : MP3 Disques - Format : CD, téléchargement   | 13         | CAN: Or        |
| Des réponses              | - Sortie : 10 septembre 2013 - Label : MP3 Disques - Format : CD, téléchargement | 25         |                |

#### Participations
- 2010 : Ensemble pour Haïti
- 2010 : Nos Stars chantent le Blues à Montréal
- 2011 : Génération Passe-Partout, Vol. 2
- 2012 : Dans les Souliers d'Elvis
- 2012 : Fab Forever
- 2015 : Duos Félix